# 드리미
드리미(Dreame, 追觅科技)는 가전 제품인 무선 청소기와 로봇 청소기를 제조 및 판매하는 브랜드이다.

## 개요
드리미(Dreame Technology)는 무선 청소기와 로봇 청소기를 생산하는 브랜드이다. 2015년 설립되었으며, 본사는 중국 쑤저우에 있다. 2017년에 샤오미(Xiaomi) 생태계 회사(샤오미 협력업체)’로 합류했다.
다이슨을 겨냥하여 무선 청소기를 생산을 시작했다.

## 창립자
위 하오(영어: Yu Hao, 중국어: 俞浩)는 칭화대학교에서 항공 우주를 전공했다. 칭화대 ‘스카이 워크샵(Sky Workshop, 天空工场)’의 창립자로 알려져 있다.

## 국내/해외 전압
유럽 판 제품의 경우 한국과 같은 220v이지만, EU 규정에 따라서 어댑터가 한국에 비해서 얇고 살짝 안쪽으로 휘어져 있다. 충전은 가능하지만 한국에서 유럽판 제품 사용할 경우 고정이 잘 안될 수 있다. 경우에 따라서 스파크가 튈 수 있다.

## 제품

### 무선 청소기
배터리 충전으로 선 없이 청소가 가능한 제품.

### 로봇 청소기
LDS센서를 통해 작동하는 제품.

## 역사
2015년 드리미(Dreame Technology)가 설립
2017년 샤오미 협력업체로 가입
2018년 샤오미 크라우드 펀딩을 통해서 제품 출시
2020년 5월 무선청소기 V11 출시
2020년 9월 무선청소기 V12 출시
2021년 4월 ‘국제 산업 디자인 오스카’에서 ‘레드닷 디자인 상’을 수상